# Fagarašské hory

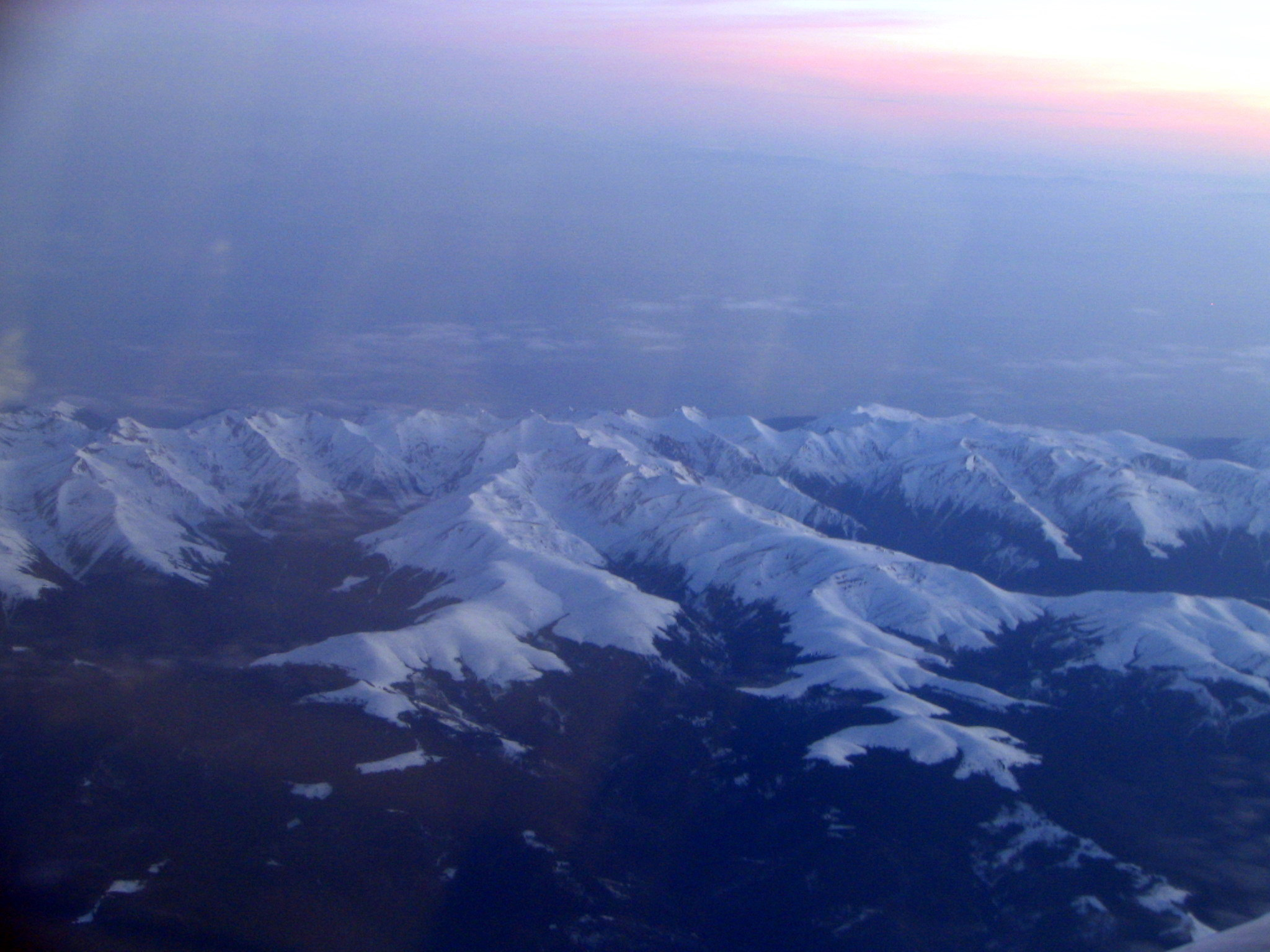
Letecký pohled na zimní Fagaraš

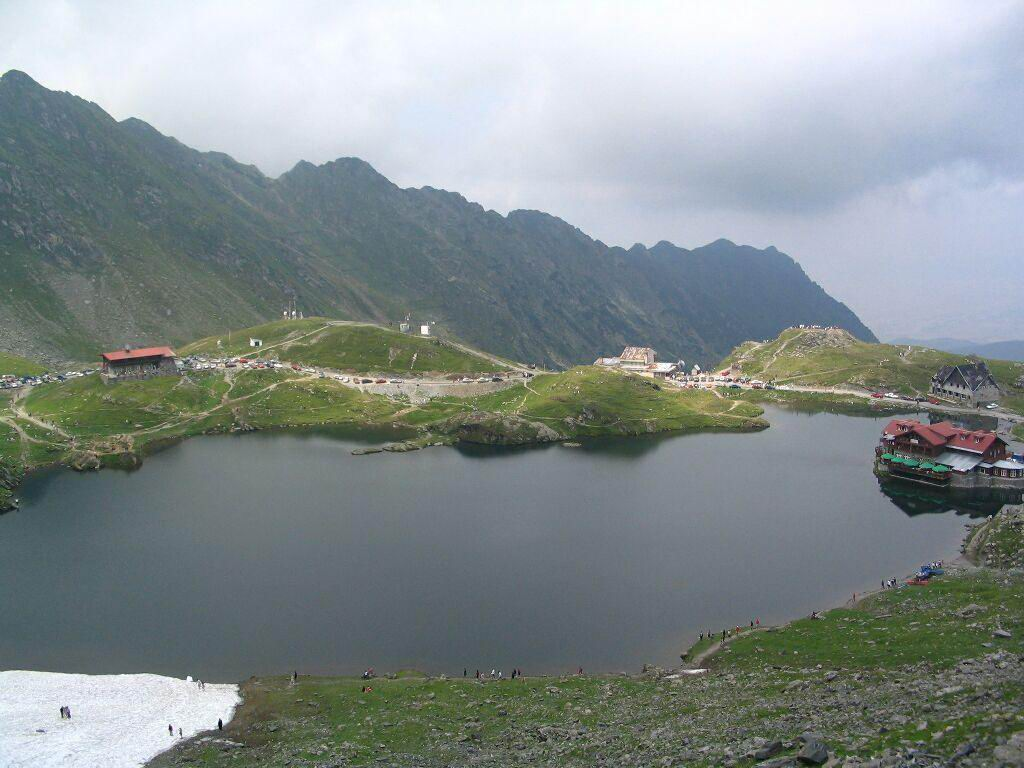
Jezero Bâlea

Fagarašské hory (rumunsky Făgăraș, čti [fəgəraš], nebo Munții Făgărașului čili Fagarašské hory) je nejvyšší a nejrozlehlejší pohoří Rumunska, rozkládající se na historické hranici Sedmihradska a Valašska. V současnosti se jedná o hranice žup Brašov a Sibiu na severu a žup Argeș a Vâlcea na jihu. Hlavní hřeben je vzdušnou čarou dlouhý přibližně 70 km a v délce 60 km prakticky neklesne pod hranici 2 000 metrů nad mořem (výjimkou je sedlo Zârna ve východní části pohoří ve výšce 1 923 metrů). Nachází se zde nejvyšší rumunský vrchol Moldoveanu (2 544 m) a několik dalších vrcholů, které jsou nejvyšší v Rumunsku.

## Poloha
Hlavní hřeben se táhne od východu k západu. Hory jsou ohraničené řekou Olt na západě, Fagarašskou depresí na severu, pohořím Piatra Craiului na východě a dolinami Arefu, Brădetu, Câmpulung a Jiblea na jihu. Na jihu hor se také nachází několik menších horských celků, které se často začleňují do Fagaraše. Největší a nejvýznamnější je masiv Iezer Păpușa (nejvyšší vrchol Roșu 2 469 metrů) a například masiv Cozia (1 668 metrů) a další. Šířka celého pohoří je asi 40 kilometrů a zabírá plochu 3 000 km².

## Geografie
Hory jsou značně modelovány ledovcem, ale žádný se zde nenachází. Skalnatý hlavní hřeben je dlouhý zhruba 70 km a táhne se přibližně ve východo-západním směru. Zvláštností je strmost severních dolin a pozvolnost jižních. Severní doliny jsou také více modelovány zmíněnými ledovci. Je jich také mnohem víc – na severní straně hřebene se nachází přibližně 25 dolin, zatímco na jižní pouze 8. Jižní doliny jsou také až šestkrát delší, dosahují délky až 30 kilometrů a jsou značně opuštěné a divoké.

### Významné vrcholy
V horách je 8 vrcholů vyšších než 2 500 metrů dále 42 kopců přesahuje výšku 2 400 m a na 150 výšku 2 300 m. Nejvyšší Moldoveanu je 16. nejvyšší vrchol v Karpatech.
- Moldoveanu (2 544 m)
- Negoiu (2 535 m)
- Viștea Mare (2 527 m)
- Călțun-Lespezi (2 522 m)
- Buteanu (2 507 m)
- Dara (2 500 m)
- Șerbota (2 331 m)
- Surul (2 283 m)
- Luțele (2 176 m)

## Vodstvo
V horách se nachází 96 ples a několik přehrad. Největším plesem je Bâlea (4,65 ha), nejhlubší je Podragu (16 metrů) a nejvýše položené je Lac Mioarelor (2 282 m). Další významná plesa jsou: Avrig, Urlea, Capra a Călțun. Z přehrad je nejdůležitější Vidraru, která je 11 km dlouhá a její břehy dosahují délky 28 km. Hráz nádrže je 166 metrů vysoká a zásobuje vodou vodní elektrárnu Vidraru. Levý břeh jezera obepíná silnice č. 7c vedoucí z Curtea de Argeș do Sibině. Největší řekou protékající na západě pohoří, která jej odděluje od sousedního masivu Munții Cândrel, je Olt. Dalšími významnými řekami jsou Argeș a Dâmbovița.

## Klima
Sami domorodci Fagaraši přezdívají „Deštivé hory“ a lze říci, že je to naprosto výstižné. Mohutná horská hradba zachytává vlhkost a pohoří je velmi bohaté na srážky. Zima trvá až 7 měsíců a léto pouhé dva. Na hřebeni je průměrná roční teplota −2 °C.

## Geologie

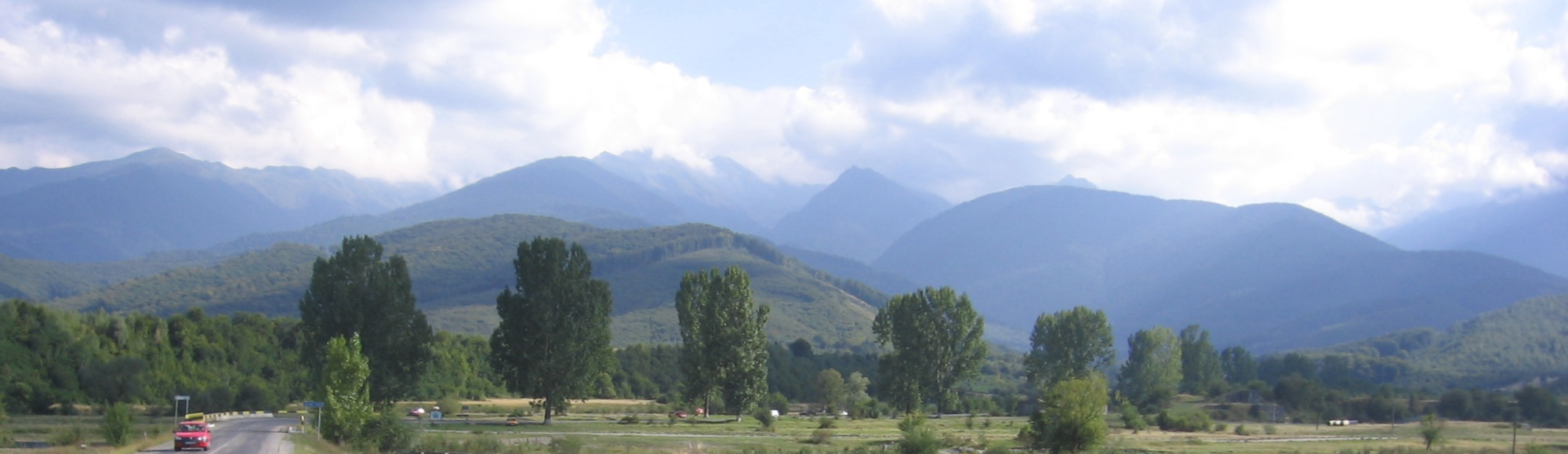
Fagaraš od severu ze silnice 7c

Počátky vzniku těchto hor můžeme hledat v období křídy, ke konci druhohor. Vesměs se jedná o pohoří skládající se z krystalických břidlic. Především z chloritových, sericitových a také z rul (hlavně na jihu pohoří). Některé části jsou z dolomitu, největší oblast je v západní části hřebene, kde začíná samotný holý hřeben v oblasti kopce Chica Pietrelor a dále uprostřed hřebene. Tady dokonce vzniklo vápencové skalní okno Fereastra Zmeilor (Dračí okno). Tato vápencová část se nachází v okolí sedla Portița Arpașului a v dolině Caprei.

## Turismus

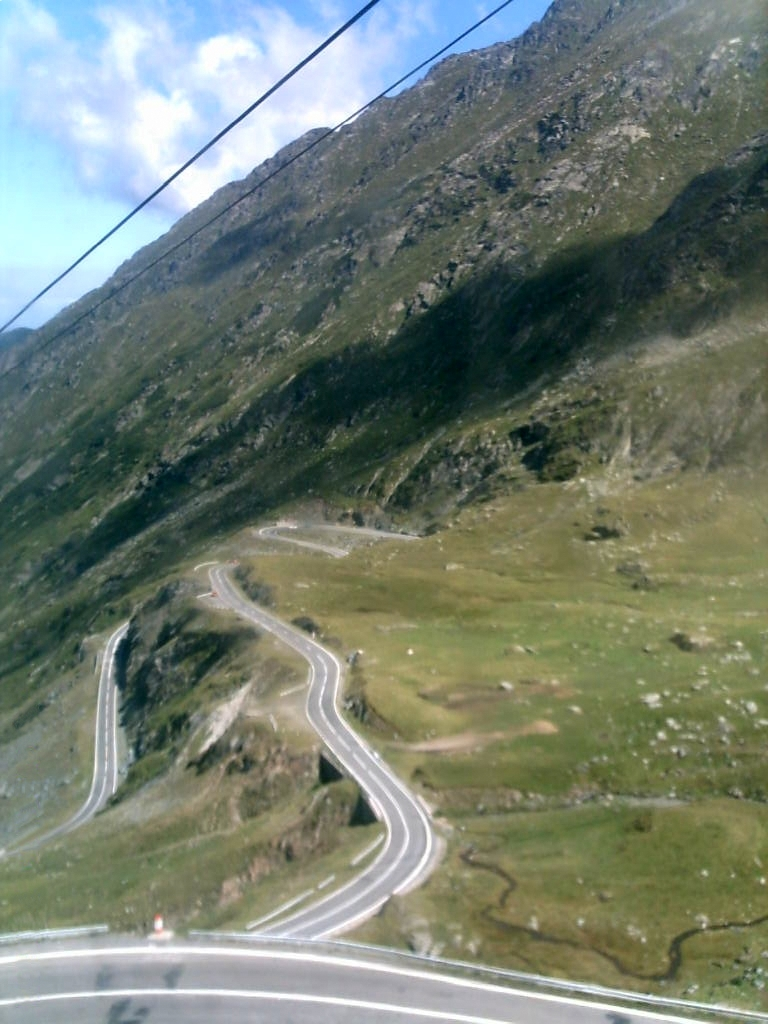
Transfagarašská silnice

Oblíbený je přechod hlavního hřebene, který zabere při příznivých podmínkách týden. Pro milovníky samoty a divočiny jsou lákavé jižní doliny nebo pohoří Iezer Păpușa, kde lze putovat bez setkání s člověkem. V zimě lze v horách lyžovat, platí to hlavně pro okolí jezera Bâlea, jinde lze provozovat jen skialpinismus.
Skrz pohoří prochází transfagarašská silnice (Transfăgărășan), která stoupá do výšky 2 030 metrů a hlavní hřeben protíná tunelem. U ústí tunelu se na severní straně nachází jezero Bâlea a několik hotelů. Stoupá sem lanovka.
Na celém hlavním hřebeni Fagaraše jsou vybudovány útulny, takzvané refuge, které slouží k úkrytu před špatným počasím. V roce 2010 byly původní zchátralé a poničené refuge opraveny a zároveň zhotoveno několik dalších.. V hlavní sezóně je nutné počítat s obsazeností. Poblíž většiny útulen jsou pitné prameny.

### Externí odkazy

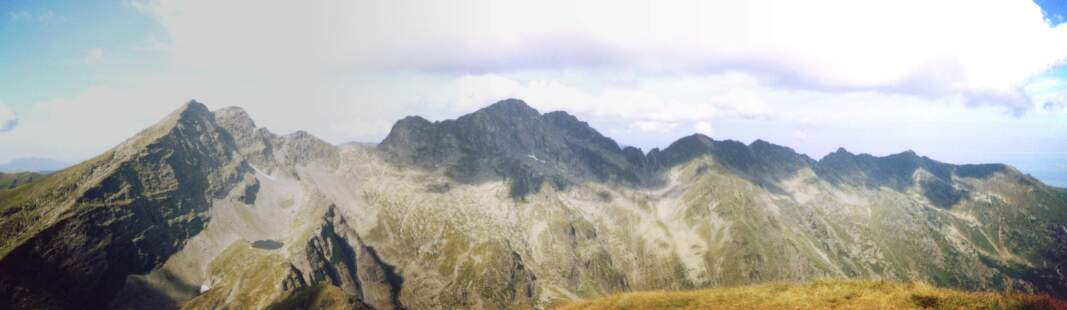
Pohled na část hřebene, vlevo Lacul Călțun, uprostřed Negoiu.

## Fauna a flóra

### Flora
Lesy jsou převážně bukové a především původní karpatské, dalšími dřevinami jsou smrky, borovice, duby, jalovce, kosodřevina a olše. V alpínském stupni rostou zvonky, šafrán a hořce, početné jsou rovněž různé mechy a raritou jsou silenky (existují i fagarašské endemity).

### Fauna
Fagaraš je díky své divokosti bohatý na horskou faunu. Horní části tvoří pastviny pro ovce a koně (tato stáda jsou hlídána pasteveckými psy), z divoké zvěře lze potkat kamzíky, divoká prasata a medvědy. Dále zde žijí vlci, rysi, jeleni, orli a další horská zvěř. Setkat se můžeme i se zmijí obecnou a potoky jsou plné pstruhů.